# Phyprosopus callitrichoides
Phyprosopus callitrichoides es una especie de lepidóptero de la familia Erebidae. Es originaria de Nuevo Hampshire hasta Florida, al oeste hasta Montana y Texas.
Tiene una envergadura de 28-35 mm. Los adultos se encuentran en vuelo desde mayo hasta agosto.
Las larvas se alimentan de especies de Smilax.